# Антонелли, Джакомо
Джакомо Антонелли (итал. Giacomo Antonelli; 2 апреля 1806, Соннино, Папская область — 6 декабря 1876, Рим, Итальянское королевство) — итальянский куриальный кардинал. Про-генеральный казначей Апостольской Палаты ad beneplacitum Sanctitatis Sua с 11 июня 1847 по 10 марта 1848. Государственный секретарь Святого Престола с 10 марта по 3 мая 1848 и 6 декабря 1848 по 6 ноября 1876. Префект Дома Его Святейшества и Префект Апостольского дворца с 1 ноября 1848 по 20 июня 1856. Кардинал-дьякон с 11 июня 1847, с титулярной диаконией Сант-Агата-алла-Субурра с 14 июня 1847. Кардинал-дьякон с титулярной диаконией Санта-Мария-ин-Виа-Лата с 13 марта 1868. Кардинал-протодьякон с 13 марта 1868.
Не имел священного сана, будучи одним из последних кардиналов-мирян.

## Джакомо Антонелли в «ЭСБЕ»
В начале XX века «Энциклопедический словарь Брокгауза и Ефрона» так описывал этого человека на своих страницах:

«Антонелли Джиакомо — кардинал-статс-секретарь, род. 2 апр. 1806 г. в Соннино, местечке близ неаполитанской границы. Отец его, пастух и дровосек, происходил из старинной романской фамилии, которая насчитывала в своей среде много ученых, юристов, историков, но немало также и разбойников. Когда славившийся разбойничий притон, в котором родился А., был разрушен папскими жандармами, А. отправился в Рим, где поступил в большую семинарию. Здесь выдающиеся его способности обратили на себя внимание папы Григория XVI, который по рукоположении А. во священство приблизил его к себе и открыл ему политическую карьеру. Скоро А. достиг звания прелата, и тогда открылась для него обширная деятельность, сначала в качестве члена верховного суда, а впоследствии — делегата в Орвието, Витербо и Мацерата. В 1847 г. папа назначил его помощником статс-секретаря министерства внутренних дел, в 1844 г. — вторым казначеем министерства финансов, а в 1845 году — главным казначеем (министром финансов) на место Тостиса. Когда на папский престол взошел Пий IX, А., который до сих пор был ярым приверженцем духовного и светского деспотизма, примкнул к либералам, стремившимся к реформам, чем и приобрел благосклонность нового властителя. Его гибкая натура, за которой скрывался энергический характер, помогла ему достигнуть большого влияния на папу. Награждённый 11 июня 1847 г. кардинальской шапкой, А. был назначен членом совета министров, с учреждения которого Пий IX и начал свои реформы. Политические бури июля 1848 г. заставили А. на короткое время удалиться от кормила правления, но уже в начале марта он снова сделался президентом либерального министерства, состоявшего из 9 членов, в числе коих было лишь трое духовных. Под могучим влиянием бурных веяний А. считал целесообразным плыть по течению. В то время как папа 14 марта обнародовал основной государственный закон, его министр льстил национальным стремлениям и отправил к северным границам, правда, без определённых инструкций, корпус в 10000 человек, который, поддерживая пьемонтцев, вторгся в Ломбардию. После капитуляции римских войск при Виченце (16 июня 1848 г.) папа по настоянию А. вынужден был осудить войну и объявить, что он свою армию посылал не для борьбы с австрийцами.
Негодование народа по поводу этой измены национальному делу приняло в Риме формы столь угрожающие, что А. с товарищами выступили из министерства, а управление государством было предоставлено кабинету Мамиани. Тем не менее, А. остался советником папы и истинным руководителем римской политики. По его совету папа бежал в Гаэту, А. сам последовал за ним и был облечен саном статс-секретаря in partibus. Когда в 1849 г. Рим был объявлен республикой, А. в циркулярной ноте требовал вмешательства католических держав. Вопреки его желанию оно было предпринято не Австрией, а Францией. Когда Рим сдался, А. воспротивился немедленному возвращению Пия IX, желая предварительно упрочить дело реакции издали и без помехи. 12 апр. 1850 г. А. вместе с папой вернулся в Рим. Закон 11 сент. 1850 г. сделал его не только высшим сановником, но и единственным правителем государства, и в то же время в качестве президента государственного совета он приобрел значительное влияние на ход правосудия в высших инстанциях. К этому присоединилось ещё то обстоятельство, что Пий IX со времени революции более сосредоточился на отправлении своих духовных обязанностей, предоставив правление кардиналу, который ожесточенно преследовал своих политических противников.
Влиятельного противника реакционная политика кардинала встретила в графе Кавуре. Действительно, после того как последний на Парижском конгрессе 1856 г. обратил внимание всей Европы на неустройства в Италии, а в особенности в Папской Области, А. увидел, что почва колеблется у него под ногами, тем более, что в самом Ватикане у него были ожесточенные враги в лице иезуитов. Тем не менее, ему удалось сохранить свой пост, так как благодаря своему дипломатическому искусству он был для папы незаменим. А. обнародовал протест против занятия части Папской Области, против отчуждения церковных имуществ в аннектированном округе, против распространения на Папскую Область и светскую власть пап принципа невмешательства. В подготовлениях ко Вселенскому собору 1869 г. А. не принимал никакого видимого участия, так как он был против этого собора, состоявшегося по настоянию иезуитов. Тем не менее, в депеше к австрийскому правительству от 10 февр. 1870 г. А. отстаивает полную свободу церкви в догматических вопросах по отношению к государству. По выступлении французских войск из Папской Области в августе 1870 г., когда уж не было сомнения, что дни светской власти пап сочтены, кардинал и в последнюю минуту взывает о помощи к Австрии и Пруссии, но тщетно. После того как итальянское правительство утвердилось в Риме, А. ограничился тем, что в сильной ноте от сентяб. 1870 г. выразил протест против оккупации. С того дня А. потерял своё влияние на папу, отношения которого к культурной борьбе в Германии и к расколу, которым угрожали старокатолики, складывались под исключительным давлением иезуитов (см. Папская Область и Пий IX). 6-го нояб. 1876 г. А. † в Риме, оставив огромное состояние своим трем братьям. Это послужило поводом к скандалезному процессу, который начат был в 1877 г. мнимой дочерью А., графиней Ламбертини, желавшей присвоить себе часть наследства. После продолжительной борьбы искания её были в 1879 г. отвергнуты кассационным судом в Риме, так как происхождение её от А. было признано недоказанным».